# Serment du Test
Le serment du Test (1673-1829) faisait partie d'un ensemble de serments de fidélité à la couronne britannique que devaient prononcer tous les fonctionnaires et officiers anglais et qui avait pour but d’exclure les catholiques des charges administratives. Lorsque l'Angleterre prend possession de sa colonie de la Province de Québec en 1763, ces serments se retrouvent dans les instructions des gouverneurs James Murray et Guy Carleton. Les catholiques sont donc exclus en apparence des postes administratifs. Ainsi, ceux qui professaient la religion de Rome ne pouvaient pas obtenir d’emploi de l’État ou d’organismes officiels ni être membres d’un jury. Celui qui prêtait ce serment devait déclarer par écrit qu'il ne reconnaissait pas l’autorité du pape, ni ne croyait à la transsubstantiation, dogme catholique rejeté par l'anglicanisme. Prêter le serment du Test signifie donc abjurer sa foi. 

## Les serments en Angleterre
Le Parlement de Londres adopte plusieurs lois établissant différents serments politiques qui accordent des droits civils et politiques selon les confessions religieuses. En 1673, le Parlement de Westminster adopte le Test Act, qui comprend un serment à l'encontre du papisme. Un de ses premiers effets fut de contraindre le duc d'York à se démettre de sa charge de grand amiral. Charles II et, après lui, son frère Jacques II accordèrent à leurs partisans de nombreuses dispenses du serment. Ces dispenses, combattues par le Parlement, contribuèrent fortement à la révolution de 1688 qui renversa les Stuarts.
En 1678, à la suite d'un « complot papiste » pour assassiner le roi Charles II, le Parlement ajoute à la formule du Test la réprobation du culte de la Vierge et des saints comme étant une idolâtrie. De plus, en Écosse en 1682, un serment du Test exigeant une ferme adhésion au protestantisme et la renonciation au Covenant est adopté.
Pour occuper un poste dans l'administration, à la Chambre des Communes et à la Chambre des lords, trois serments doivent être prononcés (d’allégeance au souverain, de suprématie par lequel l’assermenté dénie toute prétention catholique à la Couronne et d’abjuration selon lequel il récuse toute restriction mentale préalable) à partir de 1701.

## Les catholiques de la Province de Québec

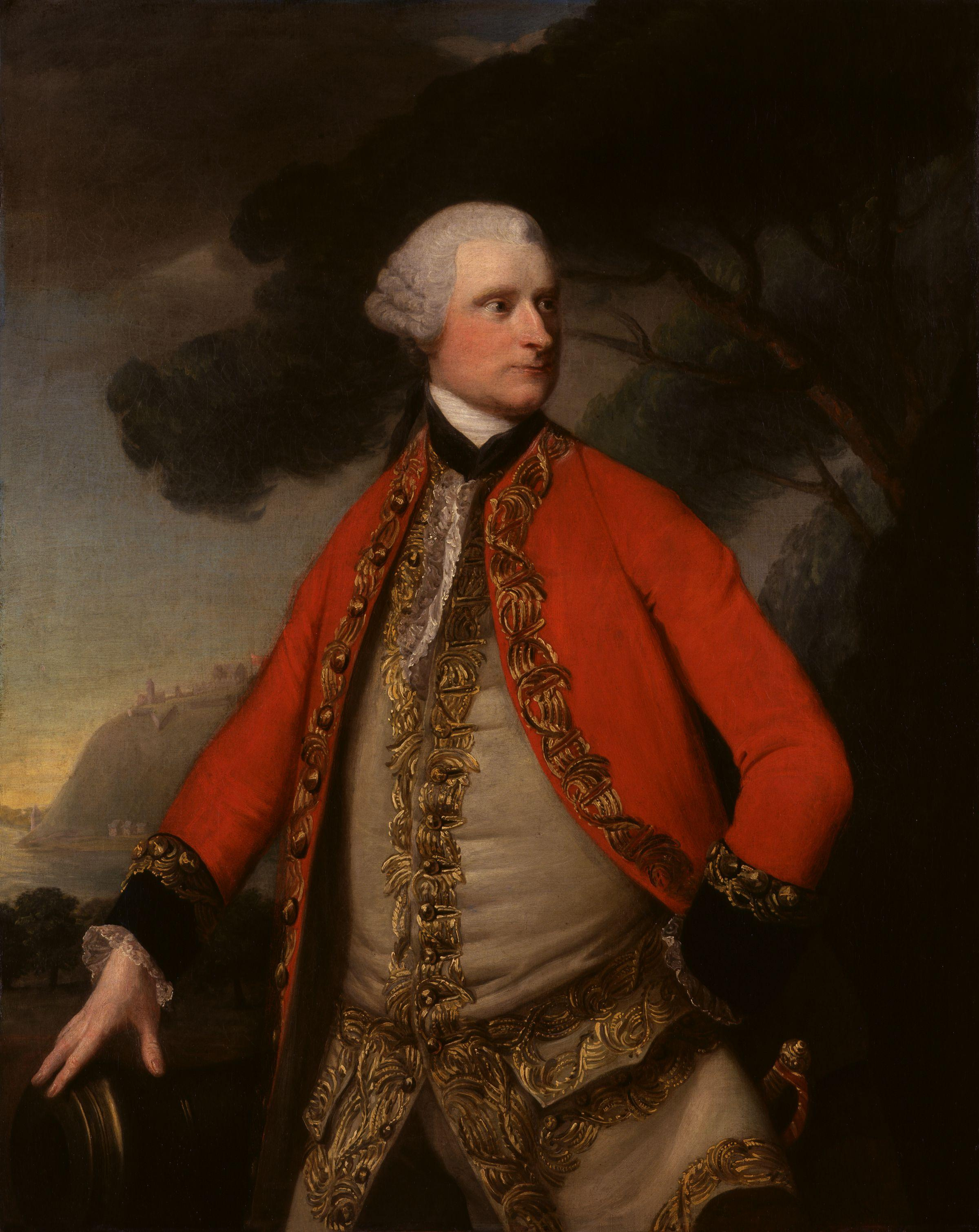
Le gouverneur James Murray reçoit des instructions précisant les serments qu'il doit faire prêter aux membres de l'administration coloniale.

Le serment du Test est introduit dans la province de Québec en 1763 par la proclamation royale, après le traité de Paris qui consacre, la même année, la cession du Canada à l'Angleterre. Après la Conquête, une personne qui souhaite occuper un poste dans l'administration doit en pratique prêter un serment qui nie l'autorité du pape.
James Murray est nommé gouverneur de la Province de Québec le 28 novembre 1763. Ses instructions, datées du 7 décembre suivant, lui interdisent effectivement de nommer des catholiques mais dans deux cas très précis: au Conseil exécutif et les officiers de justice. Comme la Proclamation royale prévoyait aussi l'institution d'une Chambre d'assemblée, il est de plus précisé dans ses instructions « que tout ceux qui, lors de ces assemblées, […] prêtent avant de siéger, le serment [contre la papauté] ». Ce ne sera finalement pas le cas pour l'instant car une assemblée n'est instituée qu'avec l'Acte constitutionnel de 1791.

Les instructions de Murray comportent quatre serments que tout nouveau gouverneur devra dès lors faire prêter lorsqu'il entre en fonction, dont un serment de fidélité au roi et un serment rejetant les prétentions du fils catholique de Jacques II sur la couronne. En ce qui a trait au serment d'abjuration à la puissance du pape, il se lit comme suit : 
« Et je jure que j'abhorre du fond de mon cœur et que je déteste et abjure, comme état impie et pleine d'hérésie, cette doctrine et maxime affreuse que les princes qui sont excommuniés, ou privés de leurs royaumes ou territoires, par le pape, ou par aucune autorité du siège de Rome, peuvent être détrônés ou mis à mort par leurs sujets ou par d'autres personnes quelconques.
Et je déclare que nul prince, personne, prélat, état, ou potentat étranger a, ou devrait avoir, aucune juridiction, pouvoir, supériorité, prééminence, ou autorité ecclésiastique ou spirituelle dans ce royaume.

Ainsi Dieu me soit en aide. »
Un serment niant la transsubstantiation doit également être prêté. 
« Je, A. B. déclare que je crois qu'il n'y a pas dans le sacrement de la Sainte Cène de Notre Seigneur Jésus-Christ, aucune transsubstantiation des éléments de pain et de vin, ni dans le moment de leur consécration, ni après leur consécration, par quelque personne que ce soit. »
Lors de la première séance du Conseil de Québec, qui a lieu le 13 août 1764, les procès-verbaux indiquent que les conseillers ont « declared and subscribed the Test ».

L'historiographie s'est généralement arrêtée aux instructions des premiers gouverneurs pour conclure à l'exclusion pure et simple des catholiques après la Conquête. Or, dans les faits, plusieurs Canadiens occupent des postes dans l'administration dès 1764 sans qu'il leur soit demandé de prêter le serment. C'est le cas pour les jurys, les huissiers, les greffiers des Plaidoyers communs et les notaires. Le poste de Grand Voyer est quant à lui occupé par des catholiques: René-Ovide Hertel de Rouville, François-Joseph Cugnet et Charles-Louis de Lanaudière. Ce dernier est d'ailleurs l'un des aides de camp de Guy Carleton vers 1768 et obtient la sinécure de surintendant des eaux et forêts en 1771 alors qu'il est en Angleterre. 

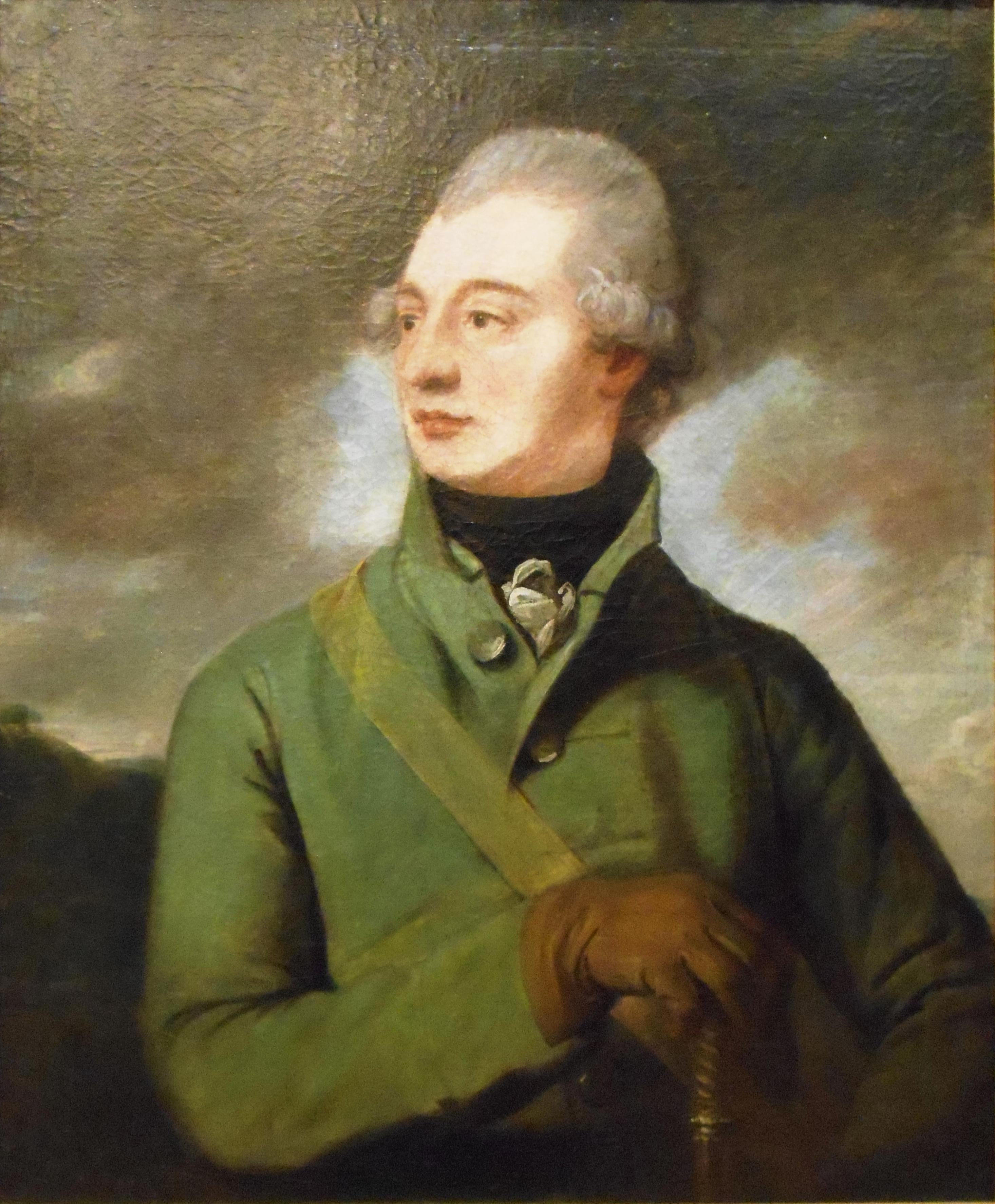
Le Canadien Charles-Louis de Lanaudière occupe plusieurs postes dans l'administration avant l'Acte de Québec, et ce, malgré le serment du Test.

L'exclusion des catholiques de l'administration n'a donc pas été rigoureusement appliquée. Les historiens Sophie Imbeault et Donald Fyson soutiennent que la situation est en effet plus complexe dans la réalité. Les premiers gouverneurs s'adaptent aux circonstances, la population étant majoritairement catholique.
D'ailleurs, dès 1764, le juge en chef lord Mansfield est indigné de voir les Canadiens soumis aux test acts de 1673 et 1678. Le Board of Trade demande l'opinion à ce sujet à William de Grey et Fletcher Norton, solliciteur et procureur général. Le 10 juin 1765, ils concluent que « le peuple conquis n'étant pas assujetti aux incapacités, aux inhabiletés et aux pénalités imposées aux catholiques romains en Grande-Bretagne ». Pour eux, les lois anticatholiques ne peuvent donc s'appliquer dans la nouvelle province. Le Board of Trade permet par la suite quelques compromis, dont l'accès des Canadiens aux postes d'avocats et de procureurs.
Nommé lieutenant-gouverneur en avril 1766 puis gouverneur le 12 avril 1768, Guy Carleton fait dresser une liste des anciens officiers toujours présents dans la colonie en 1767. Il écrit: « ce sont des gentilshommes qui en devenant sujets de Sa Majesté, ont pour le moins perdu leur emploi, et, considérant qu'ils ne sont liés par aucune charge de confiance ou qui leur rapporte des profits, nous nous abuserions en supposant qu'ils se dévoueraient à la défense d'une nation qui les a dépouillés de leurs honneurs, de leurs privilèges, de leurs revenus et de leurs lois. » 
Quelques mois plus tard, le gouverneur Carleton fait dresser une deuxième liste, celle-ci contenant les noms de douze seigneurs qu'il recommande à lord Hillsborough, ministre responsable des Affaires coloniales. Dès cet instant, il souhaite que des membres de la noblesse canadienne puissent entrer au Conseil exécutif. Sur cette liste, six sont effectivement choisis pour faire partie du Conseil législatif en 1775. Carleton écrit en 1768 : 

« L'élévation au rang de conseillers de trois ou quatre Canadiens en vue, dont les fonctions consisteraient à peu près à l'honneur de porter ce titre, bien que dans certaines occasions ils pourraient se rendre utiles. [...] En outre, les gentilshommes auraient raison d'espérer que leurs enfants, sans avoir reçu leur éducation en France et sans faire partie du service français, n'en pourraient pas moins supporter leurs familles en servant le roi leur maître, et en exerçant des charges qui les empêcheraient de descendre au niveau du bas peuple par suite des divisions et des subdivisions des terres à chaque génération. » 
À la même époque, plus précisément en 1770, des Canadiens signent une pétition pour le rétablissement des lois et coutumes françaises mais aussi pour l'abolition du serment du Test. Ils disent « combien il leur estoit à la fois desagréable, & humiliant d'être Exclus des places qu'ils pourroient remplir dans cette Province pour le Service de Votre Majesté et le Soulagement de Votre peuple Canadien, unique Moyen d'exciter l'émulation ». Ils demandent l'abrogation du serment du Test : « La Religion, Sire, que nous professons, et dans la profession de Laquelle Il vous a plû nous assurer que nous ne Serions jamais troublées, quoique differente de celle de vos autres Sujets, Seroit-elle un motif (du moins dans Votre Province de Quebec) pour Exclure une si considérable peuplade d'Enfants Soumis & fidels à La participation aux bontés du meilleur des Roys, du plus tendre des peres ». Il leur faudra attendre la prochaine constitution pour voir leur souhait se concrétiser.

## Le serment du Test à partir de l'Acte de Québec
À partir de 1774, les Canadiens catholiques n'ont plus à prêter le serment du Test. Dans l’Acte de Québec, il est ainsi « décrété, qu’aucune personne professant la religion de l'Église de Rome et résidant dans la dite province, ne soit tenue de prêter le serment requis par ledit statut voté dans la première année du règne de la reine Élisabeth, ou tout autre serment qui lui a été substitué par un autre acte ». Les catholiques devront plutôt prononcer ce serment de fidélité : 
« Je, A. B., promets et jure sincèrement que je serai fidèle et porterai vraie allégeance à Sa Majesté le roi George, que je le défendrai de tout mon pouvoir contre toutes conspirations perfides et tous attentats quelconques, dirigés contre sa personne, sa couronne ou sa dignité; et que je ferai tous mes efforts pour découvrir et faire connaître à Sa Majesté, ses héritiers et successeurs, toutes trahisons et conspirations perfides et tous attentats que je saurai dirigés contre lui ou chacun d'eux; et tout cela, je le jure sans aucune équivoque, subterfuge mental ou restriction secrète, renonçant pour m'en relever à tous pardons et dispenses de personnes ou pouvoir quelconques. Ainsi Dieu me soit en aide. »
Les protestants peuvent pour leur part continuent de prêter le serment du Test. Les membres du Conseil législatif devront prononcer ses mots en présence du gouverneur à l'inauguration de chaque nouvelle session. Cette façon de faire se poursuivra par la suite dans les décennies à venir dans le Bas-Canada et le Haut-Canada.

## L'abolition du serment du Test
Le Parlement britannique abolit finalement le serment du Test en 1829. Le Roman Catholic Relief Act ne fait plus état de l'eucharistie et de l'autorité spirituelle du pape. Les catholiques britanniques pourront maintenant prêter serment et occuper un poste dans l'administration civile ou encore siéger à la Chambre des communes.
Au Bas-Canada, la commission de gouverneur Matthew Whitworth Aylmer (1830) et celle d’Archibald Acheson Gosford (1835) comportent le nouveau serment prescrit dans le Roman Catholic Relief Act. Les catholiques et les protestants continuent ainsi de prononcer leurs serments respectifs. Lorsque Charles Poulett Thomson est nommé gouverneur du Haut-Canada en 1839, ses instructions comportent encore une occurrence au serment du Test et une indication selon laquelle il faut faire prêter le serment de 1774 aux catholiques.
Il faut toutefois attendre 1861, avec les instructions du gouverneur Charles Stanley Monk, pour voir disparaître les références aux anciens serments, remplacés par un seul par une loi sanctionnée à Londres le 23 juillet 1858.